# Pesanggrahan (Gudo)
Pesanggrahan is een bestuurslaag in het regentschap Jombang van de provincie Oost-Java, Indonesië. Pesanggrahan telt 1796 inwoners (volkstelling 2010).